# Романовский Льнозавод
Романовский Льнозавод — поселок в Весьегонском муниципальном округе Тверской области.

## География
Поселок находится в северо-восточной части Тверской области на расстоянии приблизительно 23 км на юг-юго-восток по прямой от районного центра города Весьегонск].

## История
Дворов здесь было 17 (1993). До 2019 года входила в состав Романовского сельского поселения до упразднения последнего.

## Население
Численность населения: 46 человек, 40 (100 % русские) в 2002 году, 33 в 2010, 17 (2021).